# Neshkoro (hrabstwo Marquette)
Neshkoro – wieś w Stanach Zjednoczonych, w stanie Wisconsin, w hrabstwie Marquette.